# Gate 13
Gate 13 (Grekiska: Θύρα 13) är en supporterförening/Ultras grupp som består av många undergrupper till den grekiska multisportklubben Panathinaikos AO. Föreningen bildades 1966 och är en av Europas första organiserade supporterföreningar och även den äldsta i Grekland. Gate 13 har medlemmar från hela Grekland men även från andra länder i hela världen. Gate 13 är bland annat kända för att ha orsakat våld i samband med matcher. Gate 13 har klubbar runt om i hela Grekland men även i andra länder. Nästan varje klubb klassas som enskild Ultras grupp på sätt och vis.